# Love and Hate (film fra 1924)
Love and Hate er en britisk stumfilm fra 1924 af Thomas Bentley.

## Medvirkende
- George Foley som Apps
- Eve Chambers som Mrs. Williams
- Frank Perfitt som Tompson
- Sydney Fairbrother